# Razak Khan
Pour les articles homonymes, voir Khan (homonymie).
Razak Khan, né le 28 mars 1951 à Mehdipatnam et mort le 1er juin 2016 à Bombay (Maharashtra), est un acteur indien.

## Biographie
Razak Khan est connu pour ses rôles comiques et de soutien, notamment pour son rôle comique de Manikchand dans le film Baadshah (1999) du duo Abbas-Mastan, celui de Ninja Chacha dans le film Hello Brother (1999) ainsi que celui de Takkar Pehelwan dans Akhiyon Se Goli.

## Filmographie partielle

### Au cinéma
- 1998 : Pyaar Kiya To Darna Kya de Sohail Khan
- 1998 : China Gate de Rajkumar Santoshi
- 2005 : No Entry d'Anees Bazmee
- 2008 : Thoda Pyaar Thoda Magic de Kunal Kohli